# Dønna
Dønna és un municipi i una illa situat al comtat de Nordland, Noruega. Té 1,403 habitants (2018) i la seva superfície és de 193.90 km². El centre administratiu del municipi és el poble de Solfjellsjøen. Els altres pobles del municipi són Bjørn, Dønnes, Hestad, Sandåker, i Vandve. L'illa principal de Dønna està connectada a Herøy al sud pel Pont d'Åkviksundet.
Dønna es troba al districte de Helgeland, que també està format pels municipis de Leirfjord, Alstahaug i Herøy. El municipi es compon d'un gran arxipèlag format per illes, illots i esculls. Les tres illes més grans del municipi són Dønna, Løkta i Vandve. Les illes Åsværet (i el Far d'Åsvær) es troben a la part occidental del municipi. El municipi illa està situat a la desembocadura del Ranfjorden.
Gran part de la indústria del municipi se centra en la pesca, l'aqüicultura i el processament de peixos. També hi ha una mica d'agricultura, turisme i alguns serveis públics.

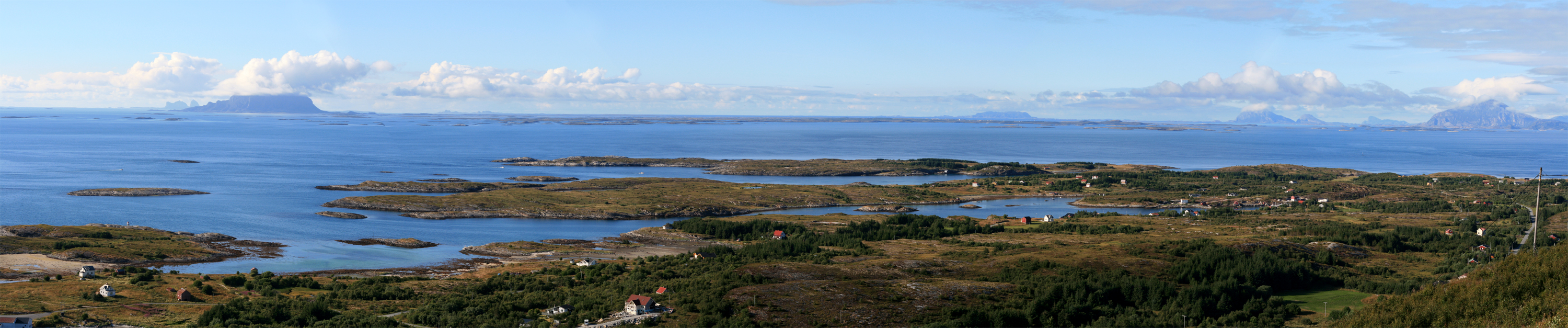
Panoràmica des del Dønnesfjellet, Dønna. Les terres baixes d'Strandflaten en primer pla i diverses illes amb formacions muntanyoses úniques visibles en la distància